# Ель-Баб (район)
Ель-Баб (араб. جرابلس) — район (мінтака) у Сирії, входить до складу провінції Алеппо. Адміністративний центр — м. Ель-Баб.
Адміністративно поділяється на 4 нохії.
| Сирія | Це незавершена стаття з географії Сирії. Ви можете допомогти проєкту, виправивши або дописавши її. |